# مارغريت كوران
مارغريت كوران (بالإنجليزية: Margaret Curran)‏ هي صحفية وكاتِبة وشاعرة أسترالية، ولدت في 1887، وتوفيت في 1962.